# Antti Lieroinen
Antti Lieroinen, död 1643, var en finländare som avrättades för häxeri. 
Han föddes i Pieksämäki i byn Leppienjärvi och bosatte sig 1634 i byn Pihlainen i Keuruu. Han var verksam som klok gubbe och tillhörde Finlands mer berömda personer ur det yrket.
Han ställdes inför rätta för trolldom 1643. Han specialiserade sig på att återfinna stulna föremål, men anklagades för att också hota med att åsamka skada på magisk väg vid konflikt. Han dömdes som skyldig och avrättades. 
Hans fall tillhör de mer kända trolldomsmålen i Finland. Han var föremål för många legender långt efter sin död. 